# Battersea Power Station (metrostation)
Battersea Power Station is een station van de metro van Londen dat op 20 september 2021 is geopend en wordt bediend door de Northern Line. Het stationsgebouw ligt aan Battersea Park Road, vlakbij spoorwegstation Battersea Park en op korte afstand van spoorwegstation Queenstown Road (Battersea).
Het station is ontworpen en gebouwd door Ferrovial Agroman Laing O'Rourke, bovengronds nam architect Grimshaw de ingang voor zijn rekening. In het station dalen de reizigers af naar de verdeelhal op niveau -1. Art on the Underground gaf kunstenaar Alexandre da Cunha de opdracht om de verdeelhal op te sieren met een kunstwerk. Hij maakte een bewegend kunstwerk dat gebruikmaakt van de oude mechanische techniek voor reclameborden met lamellen. Door de bewegende lamellen op de zijwanden van de verdeelhal lijkt een gekleurd vlak langs de wand te bewegen. De toegangspoortjes staan parallel aan de sporen en achter de poortjes liggen twee roltrapgroepen die de verdeelhal met de respectievelijke uiteinden van het perron op niveau -2 verbinden. Rolstoelgebruikers kunnen gebruik maken van een lift aan de westkant om de perrons te bereiken. Vlak ten oosten van het perron ligt een kruiswissel zodat beide sporen van het eindpunt gebruikt kunnen worden voor aankomst en vertrek, aan de westkant eindigen beide sporen bij een stootblok.

## Reizigersdienst
Het station ligt in tariefzone 1 en is het eindpunt van de zuidwesttak van de Northern Line. De metrodiensten vanaf het station kunnen alleen via de West End-route naar de stad rijden omdat de tunnelbuizen aantakken op de Kenningtonlus, die zelf niet aansluit op de route door de City. Voor de toekomst is een verlenging naar het Zuid-Londense spoorweg knooppunt Clapham Junction voorzien, maar tot die tijd moeten de overstappers een stukje over straat om de twee spoorwegstations in de buurt te bereiken.

## Geschiedenis
De Northern Line Extension (NLE) is gebouwd om het gebied rond de voormalige elektriciteitscentrale in Battersea een aansluiting op de metro te bieden. Het station bedient zowel Battersea als de woontorens en kantoren die rond de voormalige centrale zijn gebouwd. De uitbating van het onroerend goed moet bijdragen aan de bekostiging van het metrostation.
In 2014 werd door de verkeersminister toestemming gegeven voor de bouw van het station die in 2015 begon. In maart 2017 begonnen de twee tunnelboormachines Helen en Amy aan hun karwei richting Kennington voor de NLE. Transport for London (TfL) gebruikte op haar vergadering op 10 december 2014 een kaart TfL's Rail Transport Network in 2021 waar het station op stond als Battersea Power Station in plaats van alleen Battersea, zoals in eerdere publicaties. In december 2015 bevestigde TfL de naam, dat als enige het woord station in de officiële naam heeft. 
De opening was voorzien voor 2020 maar in december 2018 kondigde de Londense burgemeester Sadiq Khan een jaar uitstel aan om het station geschikt te maken voor een groter aantal reizigers dan aanvankelijk voorzien. De opening van de NLE zou op z'n vroegst in september 2021 kunnen plaatsvinden. In juni 2019 waren de metrobuizen en de sporen gereed en reed de eerste werktrein op het nieuwe baanvak. In februari 2020 was het station zo goed als afgewerkt met de plaatsing van roltrappen en het aanbrengen van het underground logo op de gevel. In de kerstvakantie van 2020 reed het eerste metrostel naar het station waarmee de proefritten begonnen. Op 20 september 2021 werd Battersea Power Station als 272e Londense metrostation geopend.

## Afbeeldingen

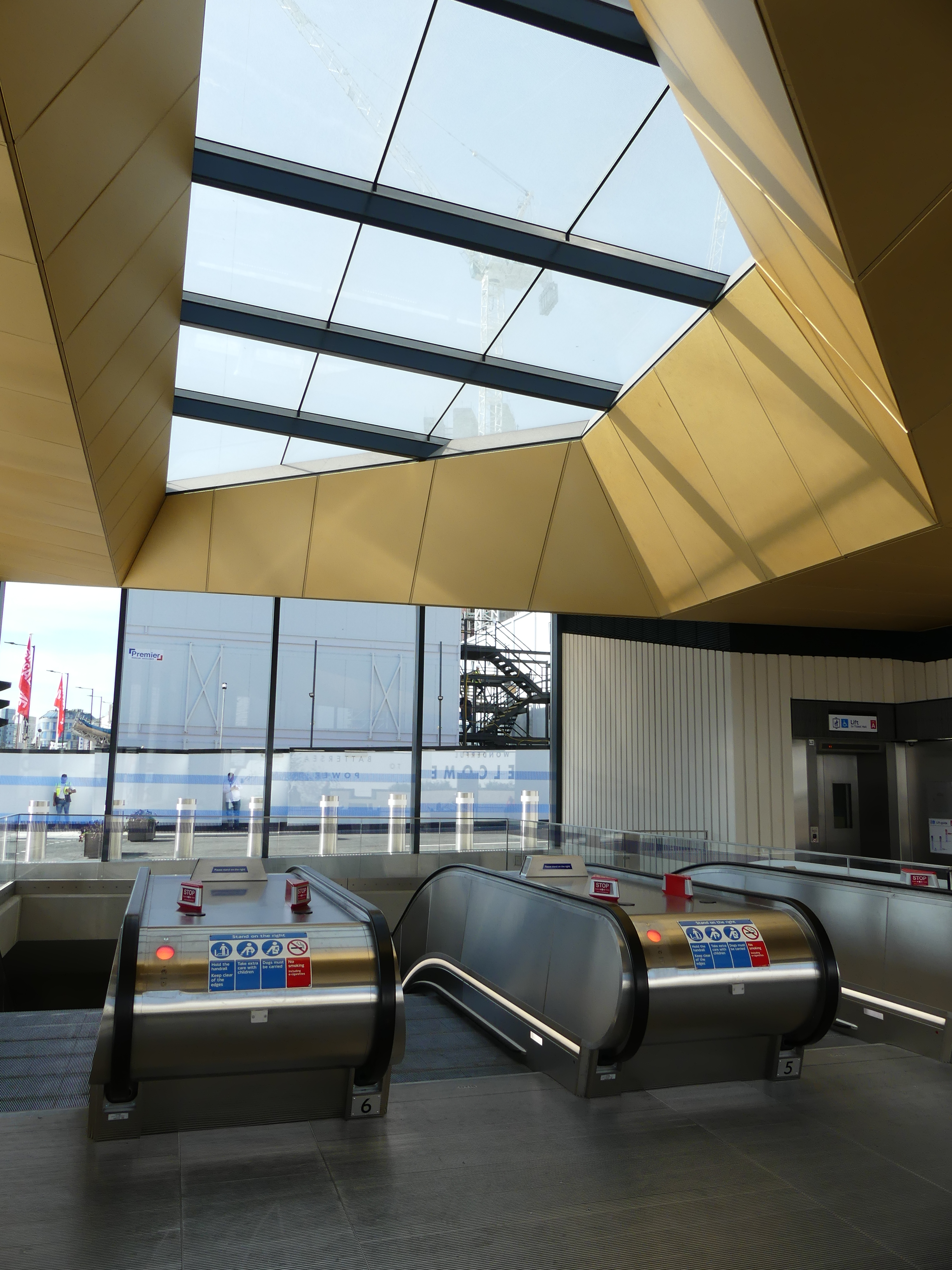
Roltrappen en lift in de stationshal
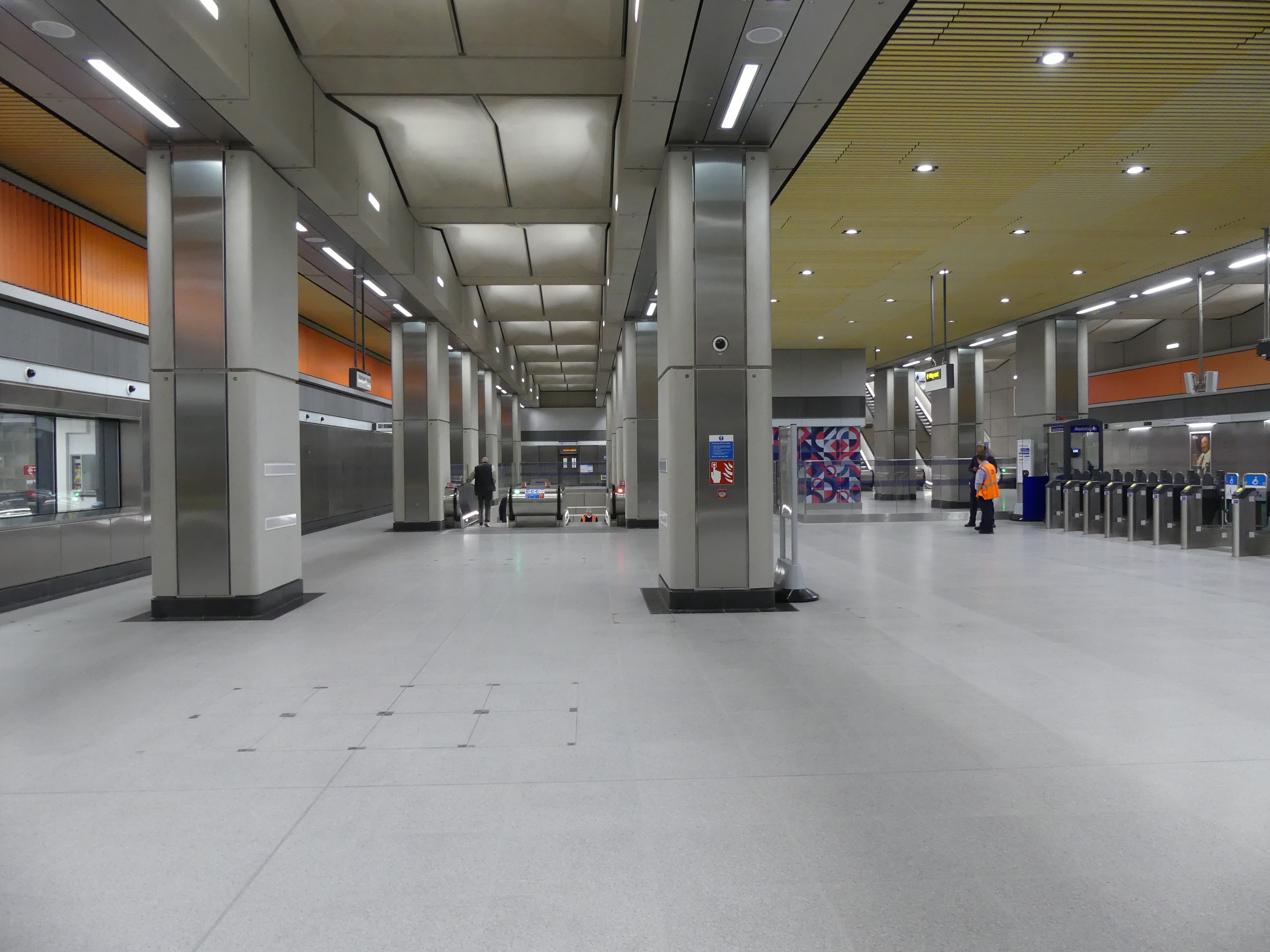
De verdeelhal met de lamellen van Alexandre da Cunha bovenaan de zijwanden
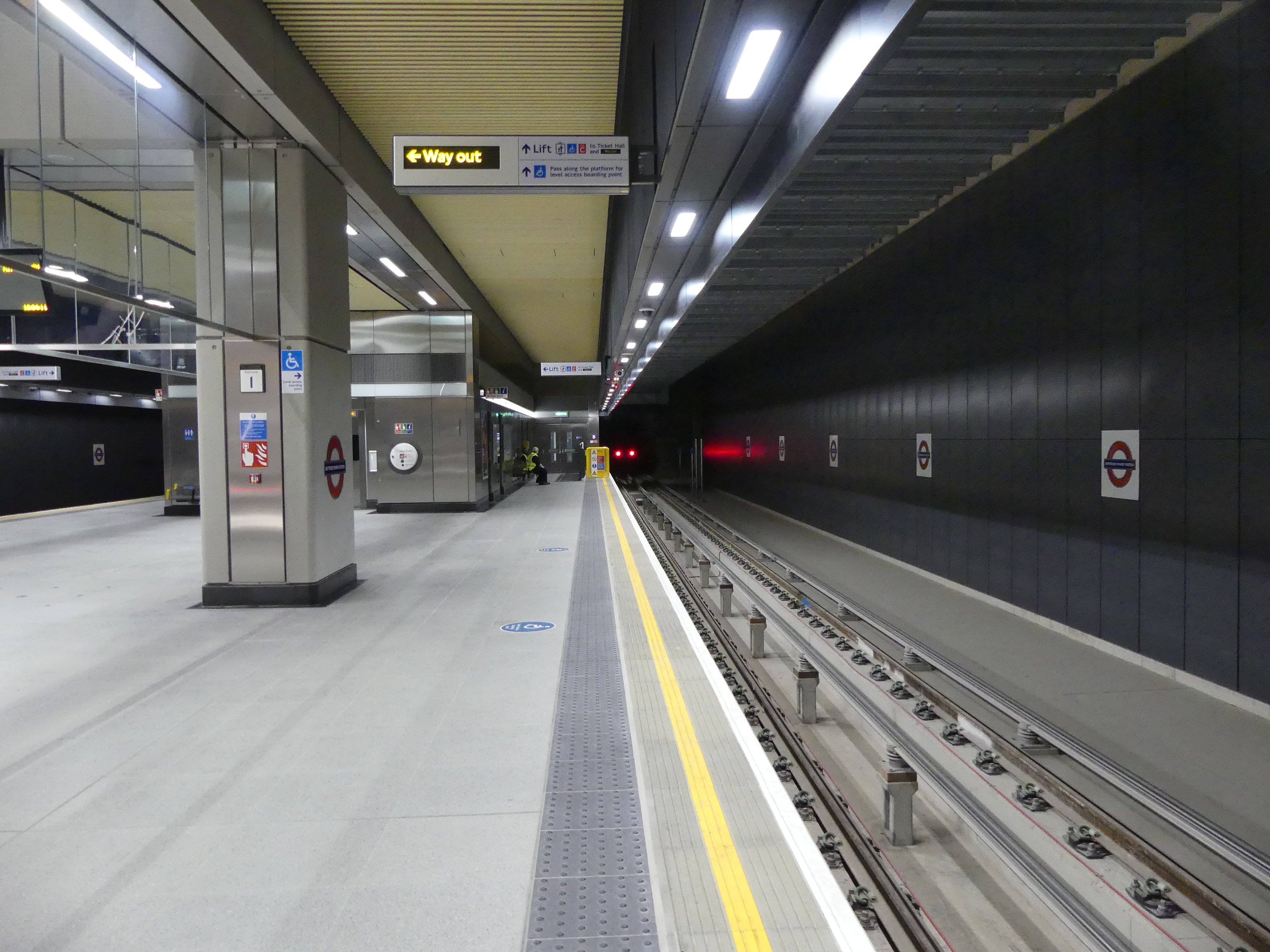
Het eilandperron gezien richting de stootblokken